# Karlov pod Ještědem
Karlov pod Ještědem – część miasta ustawowego Liberec. Znajduje się w północno-zachodniej części miasta. Zarejestrowanych jest tutaj 43 adresów i mieszka na stałe ponad 100 osób.